# Muixeranga

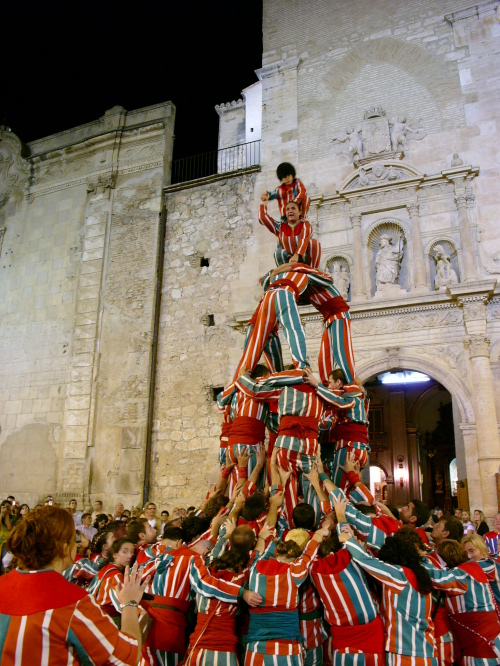
Muixeranga

Muixeranga (výslovnost dle SAMPA [mui'Seranga]) je obecný název pro umění starých pouličních tanců a stavby lidských hradů, původem z Valencie, které je dosud stále možno spatřit ve městě Algemesí, 30 km jihozápadně od Valencie.
Muixeranga je mnohem více než jen uměleckým akrobatickým tancem. Je souborem starých choreografií s rozsáhlými možnostmi ztvárňování různých figur a tvarů, které jsou předváděny během Almegeského městského festivalu vždy 7. – 8. září na počest tzv. Panny zdraví  (Mare de Déu de la Salut).
Muixeranga se v mnoha směrech podobá modernímu umění castellers, které se později rozšířilo po celé Katalánii. Obě tradice sdílejí týž původ, Moixigangu,  která se poprvé objevila na Pyrenejském poloostrově. Muixeranga se od umění castellers liší především v tom, že vyrůstá z více nábožensky založeného pozadí, které je vyjádřeno tancem a nestará se příliš o výšku lidských věží, hledá spíše nový umělecký výraz figurální scény.

## Charakteristika
Lidé stavějící hrady jsou obvykle skupiny mužů jakékoliv profese, většinou však takové, která je založena na síle a fyzické odolnosti. V současnosti se na živých figurách podílí asi 200 mužů, dříve to většinou nebylo více než třicet. V jejich čele stojí mistr nebo konduktor, který koordinuje tanec a lidské hrady, věže a jiné figury stejně jako vedení a trénink nováčků.
Oblečení je idiosynkratické několika způsoby. Šaty se skládají z košile, kalhot, farmářských bot a občas také zvláštního klobouku. Tkanina je zbarvena červenými a modrými pruhy na bílém základě, podobně jako u harlekýnů. Zdá se, že tento podivný vzhled nebyl úmyslný. Starší lidé vzpomínají, že tento materiál pocházel z dřívějších textilních továren.

## Původ a vývoj
Existuje několik teorií o původu muixerangy, založených na souvislostech vyplývajících z tohoto jména. První teorie hlásá, že slovo pochází z arabského slova mochain, s významem „maska“. Druhá teorie ji spojuje s dávnými průvody po ulicích na paměť nějaké zvláštní události.
Ačkoliv lze tradice na Iberském poloostrově datovat až do 13. století, první písemný záznam o slavnostech muixeranga v Algemesí pochází až z první třetiny 18. století. Stálá silná přítomnost však nasvědčuje mnohem staršímu původu.
Podle záznamů se první pompézní oslavy Panny zdraví konaly v roce 1724, což je nejdříve kdy s nimi může být muixeranga spojována. Nicméně první konkrétní doklad o tomto spojení je až z roku 1733 a pochází z účetní knihy města, kde byla ve vyúčtování festivalu zaznamenána platba za účinkování hráčů na nástroj zvaný dolçaina.

## Hudba a symbolika
Tanec souvisí s odpovídající hudbou, v níž hraje tabalet (buben) a dolçaina (druh velmi hlasité flétny) s charakteristickým starobylým vyzněním. Autor hudby je neznámý.
Někteří lidé usilující o obnovení valenciánské kultury a jazyka prosazují hudbu Muixerangy jako svého druhu hymnu nejen celé oblasti kolem Valencie ale i všech katalánsky mluvících zemí.